# Фернандес, Омир
Омир Гуадалупе Фернандес Моссо (англ. Omir Guadalupe Fernandez Mosso; 8 февраля 1999, Бронкс, Нью-Йорк, США) — американский футболист, правый вингер клуба «Колорадо Рэпидз».

## Карьера

### Молодёжная карьера
Фернандес — воспитанник академии футбольного клуба «Нью-Йорк Ред Буллз». 12 августа 2016 года сыграл за фарм-клуб «Нью-Йорк Ред Буллз II» в матче USL против «Орландо Сити B».
В 2017 году Фернандес поступил в Университет Уэйк-Форест, совмещая обучение с игрой за университетскую футбольную команду в Национальной ассоциации студенческого спорта.
В 2018 году также выступал за «Нью-Йорк Ред Буллз U-23» в Премьер-лиге развития.

### Клубная карьера
Оставив университет после второго года обучения, 26 января 2019 года Фернандес подписал контракт с клубом MLS «Нью-Йорк Ред Буллз» по правилу доморощенного игрока. Его профессиональный дебют состоялся 20 февраля в первом матче ⅛ финала Лиги чемпионов КОНКАКАФ 2019 против доминиканского клуба «Атлетико Пантоха», в котором он вышел на замену на 75-й минуте. В MLS дебютировал 2 марта в матче первого тура сезона против «Коламбус Крю», выйдя в стартовом составе. 12 марта в ответном матче четвертьфинала Лиги чемпионов против мексиканской «Сантос Лагуны» забил свой первый гол в профессиональной карьере. 25 мая в матче против «Цинциннати» забил свой первый гол в MLS. По окончании сезона 2023 срок контракта Фернандеса с «Нью-Йорк Ред Буллз» истёк.
20 декабря 2023 года Фернандес на правах свободного агента подписал трёхлетний контракт с «Колорадо Рэпидз» с опцией продления ещё на один год. За «Рэпидз» дебютировал 24 февраля 2024 года в матче стартового тура сезона против «Портленд Тимберс», выйдя на замену во втором тайме вместо Калвина Харриса.

### Международная карьера
Фернандес вызывался в тренировочные лагеря сборных США до 18 лет (в январе 2016 года), до 20 лет (в январе 2019 года) и до 23 лет (в сентябре 2019 года).

## Статистика выступлений
| Выступление           | Выступление      | Выступление      | Лига | Лига | Плей-офф | Плей-офф | Кубок | Кубок | Континент | Континент | Итого | Итого |
| Клуб                  | Лига             | Сезон            | Игры | Голы | Игры     | Голы     | Игры  | Голы  | Игры      | Голы      | Игры  | Голы  |
| --------------------- | ---------------- | ---------------- | ---- | ---- | -------- | -------- | ----- | ----- | --------- | --------- | ----- | ----- |
| Нью-Йорк Ред Буллз II | USLC             | 2016             | 1    | 0    | 0        | 0        | —     | —     | —         | —         | 1     | 0     |
| Нью-Йорк Ред Буллз II | USLC             | 2017             | 0    | 0    | —        | —        | —     | —     | —         | —         | 0     | 0     |
| Нью-Йорк Ред Буллз II | USLC             | 2019             | 2    | 0    | —        | —        | —     | —     | —         | —         | 2     | 0     |
| Нью-Йорк Ред Буллз II | USLC             | 2020             | 1    | 0    | —        | —        | —     | —     | —         | —         | 1     | 0     |
| Нью-Йорк Ред Буллз II | USLC             | 2021             | 1    | 0    | —        | —        | —     | —     | —         | —         | 1     | 0     |
| Нью-Йорк Ред Буллз II | Итого            | Итого            | 5    | 0    | 0        | 0        | —     | —     | —         | —         | 5     | 0     |
| Нью-Йорк Ред Буллз    | MLS              | 2019             | 18   | 2    | 0        | 0        | 1     | 0     | 2         | 1         | 21    | 3     |
| Нью-Йорк Ред Буллз    | MLS              | 2020             | 15   | 2    | 0        | 0        | —     | —     | —         | —         | 15    | 2     |
| Нью-Йорк Ред Буллз    | MLS              | 2021             | 22   | 3    | 1        | 0        | —     | —     | —         | —         | 23    | 3     |
| Нью-Йорк Ред Буллз    | MLS              | 2022             | 27   | 2    | 1        | 0        | 5     | 1     | —         | —         | 33    | 3     |
| Нью-Йорк Ред Буллз    | MLS              | 2023             | 30   | 6    | 3        | 0        | 1     | 1     | 4         | 1         | 38    | 8     |
| Нью-Йорк Ред Буллз    | Итого            | Итого            | 112  | 15   | 5        | 0        | 7     | 2     | 6         | 2         | 130   | 19    |
| Колорадо Рэпидз       | MLS              | 2024             | 6    | 0    | —        | —        | —     | —     | —         | —         | 6     | 0     |
| Всего за карьеру      | Всего за карьеру | Всего за карьеру | 123  | 15   | 5        | 0        | 7     | 2     | 6         | 2         | 141   | 19    |

Источники: Transfermarkt, Soccerway, Football Database EU.